# Alaziz Otomão
Maleque Alaziz Imadadim Otomão (em árabe: أبو الفتح عماد الدين "الملك العزيز" عثمان بن صلاح الدين يوسف; romaniz.: Al-Malik al-`Aziz `Imâd ad-Dîn `Uthmân) foi o segundo sultão do Egito da dinastia aiúbida e filho de Saladino. Ele sucedeu ao pai e reinou entre 1193 e 1198.

## História
Antes de sua morte, Saladino dividiu seus domínios entre seus parentes: Alfedal recebeu a Palestina e a Síria; Alaziz recebeu o Egito; Azair recebeu Alepo; Adil recebeu Caraque e Shoubak; Turã Xá manteve o Iêmem. Porém, logo os conflitos começaram e Adil se tornaria o único governante da Síria, da Alta Mesopotâmia, do Egito e da Arábia.
Apesar de Alaziz tendo especificamente herdado a suserania  sobre todo o império dos aiúbidas, logo ele teve que enfrentar a revolta dos emires zênguidas de Moçul e Sanjar assim como dos artúquidas do sul do Iraque. Quando Alfedal expulsou todos os ministros da época de seu pai, eles vieram para o Egito e pediram a Alaziz que reconquistasse a Síria. O sultão cercou Damasco e Alfedal pediu ajuda ao irmão de Saladino, Adil, que se encontrou com Alaziz e o convenceu a se reconciliar. No ano seguinte, Alaziz atacou novamente a Síria, mas Alfedal conseguiu que alguns dos emires do adversário desertassem. Posteriormente, Adil se aliou com Alaziz contra Alfedal, que havia cercado e capturado Damasco em 3 de julho de 1196. Alfedal foi exilado em Salkhad enquanto que Alaziz foi proclamado governante supremo de todos os territórios aiúbidas. Porém, o poder efetivo estava nas mãos de Adil, que se instalou em Damasco.
Durante o seu reinado, ele tentou demolir as Grandes Pirâmides do Egito, mas teve que desistir dado o tamanho da empreitada. Porém, ele conseguiu danificar a Pirâmide de Miquerinos.
Alaziz morreu num acidente de caça no final de 1198. Ele foi enterrado no túmulo de seu irmão mais velho Almuazã.